# Чемпіонат України з легкої атлетики серед молоді 2020
Чемпіонат України з легкої атлетики серед молоді 2020 був проведений 29-30 серпня в Луцьку на стадіоні «Авангард».
Медалі були розіграні серед спортсменів у віці до 23 років, які змагались разом з дорослими спортсменами у межах їх власної першості.
Крім основного чемпіонату, протягом 2020 в інших містах України також буде визначено чемпіонів України в інших дисциплінах легкої атлетики серед молоді.
У квітні 2020 через пандемію коронавірусної хвороби та очікуване у зв'язку з цим зменшення бюджетного фінансування національні чемпіонати серед молоді з гірського бігу (вгору-вниз та вгору), кросу та шосейного бігу на 1 милю та 10 кілометрів, а також марафонського бігу були скасовані.

## Чемпіони
| Основний чемпіонат (Луцьк, 29-30 серпня)                      |                                                                                            |                            |                                                                                |             |
| 100 метрів                                                    | Андрій Васильєв Запорізька область                                                         | 10,74 SB                   | Єва Подгородецька Харківська область                                           | 12,16       |
| 200 метрів                                                    | Кирило Приходько Донецька область                                                          | 21,43                      | Тетяна Кайсен Дніпропетровська область                                         | 24,76 SB    |
| 400 метрів                                                    | Олександр Погорілко Сумська область                                                        | 46,77 PB                   | Мар'яна Шостак Львівська область                                               | 53,41 PB    |
| 800 метрів                                                    | Олег Миронець Чернівецька область                                                          | 1.49,26 SB                 | Світлана Жульжик Рівненська область                                            | 2.05,04     |
| 1500 метрів                                                   | Артем Алфімов Донецька область                                                             | 3.46,80                    | Вікторія Ковба Київ                                                            | 4.25,57 PB  |
| 5000 метрів                                                   | Вадим Лонський Донецька область                                                            | 14.35,38 PB                | Богдана Семьонова Донецька область                                             | 16.42,63 SB |
| 100 метрів з бар'єрами                                        |                                                                                            | Фаїна Кара Одеська область | 14,23                                                                          |             |
| 110 метрів з бар'єрами                                        | Андрій Василевський Миколаївська область                                                   | 14,24 PB                   |                                                                                |             |
| 400 метрів з бар'єрами                                        | Євген Швець Сумська область                                                                | 53,73                      | Тетяна Безшийко Черкаська область                                              | 59,17 SB    |
| 3000 метрів з перешкодами                                     | Василь Сабуняк Київ                                                                        | 9.13,32 SB                 | Катерина Онісімова Дніпропетровська область                                    | 11.16,65    |
| 4×100 метрів                                                  | Миколаївська область Владислав Литовченко Анатолій Щербунь Андрій Василевський Юрій Грипіч | 42,81                      | Закарпатська область Даниїла Хаван Катерина Мелеш Едіта Ковач Наталія Мага     | 48,38       |
| 4×400 метрів                                                  | Рівненська область Владислав Новак Ярослав Голуб Максим Легкий Роман Долгушин              | 3.21,46                    | Волинська область Анжела Лихач Анастасія Кособуцька Вікторія Крисюк Іванна Кух | 4.16,64     |
| Стрибки у висоту                                              | Олег Дорощук Кіровоградська область                                                        | 2,23 PB                    | Ілона Заскалько Львівська область                                              | 1,75 SB     |
| Стрибки з жердиною                                            | Артур Бортніков Дніпропетровська область                                                   | 5,30 PB                    | Тетяна Гамора Харківська область                                               | 3,80 PB     |
| Стрибки у довжину                                             | Антон Копитько Дніпропетровська область                                                    | 7,41 SB                    | Марія Горєлова Херсонська область                                              | 6,24 PB     |
| Потрійний стрибок                                             | Владислав Шепелєв Одеська область                                                          | 16,16 PB                   | Анастасія Колотій Дніпропетровська область                                     | 13,06 PB    |
| Штовхання ядра                                                | Віктор Климук Одеська область                                                              | 16,86 PB                   | Тетяна Кравченко Київська область                                              | 15,25 SB    |
| Метання диска                                                 | Олексій Кирилін Черкаська область                                                          | 52,22 PB                   | Дар'я Гаркуша Дніпропетровська область                                         | 48,72 SB    |
| Метання молота                                                | Михайло Кохан Дніпропетровська область                                                     | 75,39                      | Олена Хамаза Дніпропетровська область                                          | 52,57 SB    |
| Метання списа                                                 | Владислав Фесовець Рівненська область                                                      | 49,74                      | Еріка Лукач Київська область                                                   | 50,19 PB    |
| Семиборство                                                   |                                                                                            | Аліна Шух Київська область | 6215                                                                           |             |
| Десятиборство                                                 | Ярослав Богдан Київська область                                                            | 6692                       |                                                                                |             |
| Зимові метання (Мукачево, 14-16 лютого)                       |                                                                                            |                            |                                                                                |             |
| Метання диска                                                 | Марк Кузнецов Одеська область                                                              | 50,73 PB                   | Дар'я Гаркуша Дніпропетровська область                                         | 54,08 PB    |
| Метання молота                                                | Михайло Кохан Дніпропетровська область                                                     | 77,62 PB                   | Олена Хамаза Волинська область                                                 | 54,85 SB    |
| Метання списа                                                 | Павло Палій Волинська область                                                              | 65,97 SB                   | Олександра Зарицька Київська область                                           | 52,33 SB    |
| Біг 10000 метрів (Луцьк, 15 серпня)                           |                                                                                            |                            |                                                                                |             |
| 10000 метрів                                                  | Вадим Лонський Донецька область                                                            | 29.45,01 PB                | Богдана Семьонова Донецька область                                             | 33.01,55 PB |
| Шосейний біг                                                  |                                                                                            |                            |                                                                                |             |
| Напівмарафон (Ковель, 13 вересня)                             | Валерій Буян Сумська область                                                               | 1:13.06 PB                 | Аліна Бощук Донецька область                                                   | 1:22.14 PB  |
| Шосейна спортивна ходьба                                      |                                                                                            |                            |                                                                                |             |
| Ходьба 20 кілометрів (зимовий) (Івано-Франківськ, 14 березня) | Едуард Забуженко Київська область                                                          | 1:20.46 PB                 | Євгенія Сичок Київська область                                                 | 1:53.19 PB  |
| Ходьба 35 кілометрів (Івано-Франківськ, 14 березня)           | Андрій Марчук Волинська область                                                            | 2:43.36 PB                 | Яна Фарина Волинська область                                                   | 3:16.18 PB  |
| Ходьба 20 кілометрів (Івано-Франківськ, 18 жовтня)            | Едуард Забуженко Київська область                                                          | 1:22.05                    | Яна Фарина Волинська область                                                   | 1:42.34 PB  |
| Ходьба 50 кілометрів (Івано-Франківськ, 18 жовтня)            | Андрій Марчук Волинська область                                                            | 3:59.41                    | не була визначена                                                              |             |

## Онлайн-трансляція
Легка атлетика України здійснювала вебтрансляцію основного чемпіонату (29-30 серпня) та чемпіонату зі спортивної ходьби (18 жовтня) на власному YouTube-каналі.

### Основний чемпіонат
- Основна трансляція:
  -  День 1 (ранкова сесія) на YouTube
  -  День 1 (вечірня сесія) на YouTube
  -  День 2 (ранкова сесія) на YouTube
  -  День 2 (вечірня сесія) на YouTube
- Трансляція окремих дисциплін:
  - День 1 (29 серпня):
    -  Ранкова сесія (висота) на YouTube
    -  Ранкова сесія (довжина, потрійний) на YouTube
    -  Вечірня сесія (висота) на YouTube
    -  Вечірня сесія (довжина, потрійний) на YouTube
    -  Вечірня сесія (жердина, спис) на YouTube
    -  Вечірня сесія (молот, диск) на YouTube
    -  Вечірня сесія (ядро) на YouTube

  - День 2 (30 серпня):
    -  Ранкова сесія (жердина, спис) на YouTube
    -  Ранкова сесія (молот, диск) на YouTube
    -  Вечірня сесія (висота) на YouTube
    -  Вечірня сесія (довжина, потрійний) на YouTube
    -  Вечірня сесія (жердина, спис) на YouTube

### Чемпіонат з ходьби
- Трансляція на YouTube